# Curral Velho
Curral Velho este un oraș în Paraíba (PB), Brazilia.